# Dick Esser
Rius Theo Esser, detto Dick (Makassar, 9 luglio 1918 – Leida, 8 marzo 1979), è stato un hockeista su prato olandese.

## Palmarès

### Olimpiadi
- Bronzo a Londra 1948 nell'hockey su prato.
- Argento a Helsinki 1952 nell'hockey su prato.